# 칼초 포자 1920
칼초 포자 1920(Calcio Foggia 1920 S.r.l.)는 이탈리아 풀리아주의 포자를 연고로 하는 축구 클럽이다. 포자는 최근에 세리에 C에 있으며 1부 리그인 세리에 A에서 마지막으로 뛰었던 년도는 1995년이다.
이 축구클럽은 포자 칼초라는 당시 명칭으로 1990년대에 전국적인 인기를 누리던 팀이다. 즈데네크 제만 감독의 지도하에 공격적인 공격축구 스타일로 지속적으로 UEFA 컵 출전권도 노렸었으며 당시 뛰던 선수들 중 주세페 시뇨리, 프란체스코 바이아노, 브라이언 로이, 이고르 콜리야노프, 이고르 살리모프, 로베르토 람바우디, 단 페트레스쿠 등은 세계 무대급 선수들로 성장했다. 그러나 2004년에 재정 문제로 클럽이 파산되고 주세페 코치미글리오가 클럽을 인수하며 U.S. 포자로 이름을 바꾸고 새로운 출발을 하지만 2011-12 시즌이 끝나고 또 다시 파산하며 프로 축구에서 퇴출되게 된다. 이후 2012년 여름 포자시의 축구팀 역사를 이어가기 위해 A.S.D. 포자 칼초라는 새 구단이 창단 되었고 세리에 D에서 다시 시작하며 2015년에는 구 클럽의 브랜드 권리를 다시 사들이며 포자 칼초 S.r.l.로 바꾸고 구단의 역사까지 되찾아오게 된다. 하지만 2019년 또 다시 파산하며 칼초 포자 1920 SSD라는 이름으로 재창단 되어 세리에 D에서 다시 시작하게 되었다. 2020년에 세리에 C로 승격하면서 칼초 포자 1920으로 변경하였다.

## 선수 명단

### 현역
참고: FIFA 자격 규정에 따라 소속된 국가대표팀 국기를 표시합니다. 선수는 복수의 FIFA 비회원국 국적을 가지고 있을 수 있습니다.
| 번호 | 포지션 | 국적   | 이름                 |
| ---- | ------ | ------ | -------------------- |
| 19   | DF     |        | 에두아르드 두투      |
| 21   | MF     |        | 프랑코 올란도 베초니 |
| 23   | FW     | 세네갈 | 아마두 사르          |
| 24   | FW     |        | 마티스 투호          |

| 번호 | 포지션 | 국적   | 이름          |
| ---- | ------ | ------ | ------------- |
| 97   | MF     | 모로코 | 소피앙 키요니 |

## 역대 감독
| 감독               | 임기      |
| ------------------ | --------- |
| 체사레 말디니      | 1974~1976 |
| 즈데네크 제만      | 1986~1987 |
| 즈데네크 제만      | 1989~1994 |
| 델리오 로시        | 1995~1996 |
| 주세페 잔니니      | 2004~2005 |
| 즈데네크 제만      | 2010~2011 |
| 로베르토 데 제르비 | 2014~2016 |
| 델리오 로시        | 2023      |
| 에치오 카푸아노    | 2024~     |